# マルテン・デ・ローン
- マルテン・デ・ローン
- マルテン・デ・ローネ

マルテン・デ・ローン（Marten Elco de Roon, 1991年3月29日 - ）は、オランダ・南ホラント州ズウィンドレヒト出身のサッカー選手。オランダ代表。アタランタBC所属。ポジションはMF。

## クラブ経歴
ASWHのユースでフットボールを始め、フェイエノールトのユースで6年間を過ごしたが、プロ契約は得られずスパルタ・ロッテルダムへ移籍した。2010年2月に監督フランス・アデラールのもとでトップチームのセレクションに昇格を果たし、3月27日にエールディヴィジ・FCトゥウェンテ戦でデビュー。AZアルクマール、ヘラクレス・アルメロ、SCヘーレンフェーンが関心を示す中、スパルタとの契約が切れたデ・ローンは2012年夏にSCヘーレンフェーンへフリー移籍した。
ヘーレンフェーンでは監督マルコ・ファン・バステンのもと、2年目にキャプテンに就任。3年目も監督ドワイト・ローデウウェーヘスのもとでジョーイ・ファン・デン・ベルフと共に中盤を形成し、2015年2月にヘーレンフェーンと2017年までの新契約にサインした。ヘーレンフェーンでは2014-15シーズンまで94試合に出場し、中心選手としてプレーしていたが、決して高い評価は得られなかった。
2015年7月、セリエAのアタランタBCに移籍し、国外初挑戦。36試合に出場し、セリエA残留に貢献した。イタリアではデ・ローンの守備力が早くからメディアに高く評価され、オランダ時代を大きく上回る評価を得た。
2016年7月4日、2008-09シーズン以来のプレミアリーグに復帰したミドルズブラFCに移籍。11月5日のマンチェスター・シティFC戦では、0-1で迎えた試合終了間際の後半46分の場面で同点となるヘディングシュートを決めた。リーグ戦では33試合に出場したが、クラブは19位でシーズンを終えチャンピオンシップへ降格した。
2017年8月10日、アタランタBCへ復帰。

## 代表経歴
2009年にU-19のオランダ代表に招集され、3試合に出場した。
オランダ代表が6番のポジションに悩んでいたことでイタリア時代から度々デ・ローンの名前はメディアで取り上げられていたが、フース・ヒディンク、ダニー・ブリントは共にプレセレクションにもデ・ローンを入れることはなく、ブリントは「注目している選手ではあるが、まだボールを持った時に慎重すぎる」と、オランダ・フットボールのコントローラーとしての適正に不十分とコメント。しかしケヴィン・ストロートマンの出場停止、スタイン・スハールスの怪我を受けて、2016年11月13日の2018 FIFAワールドカップ・ヨーロッパ予選・ルクセンブルク戦に追加で初招集を受けた。
自身初のメジャー大会となったUEFA EURO 2020では、レギュラーとしてプレーしたが、ベスト16でチェコ代表に敗れた。
2022年11月、2022 FIFAワールドカップに臨むオランダ代表に招集された。

## プレースタイル・評価
コラムニストのヘンク・スパーンは2016年11月の代表戦で招集されなかったデ・ローンについて「長年にわたって過小評価されてきた選手。スパルタではヴィルヤン・フルートによってスタメンから外され、ミシェル・フォンクにはCBとして誤った起用をされた結果、スパルタは彼をフリー移籍で手放すミスを犯した。その後マルコ・ファン・バステンも彼を誤解した。このコントールMFの尋常で無いプレーを読む力はセリエAで初めて注目を浴びることになった。今またブリントもそれを見落としている」と批評した（数日後にスハールスの怪我によってデ・ローンは代表に初招集）。
自身のプレースタイルについて「ボールを持った時にもっと支配的なプレーができるようにならなければいけないという指摘は理解できるけど、ボールを奪ってガストン・ラミレスやヴェスレイ・スナイデルのようなタイプの選手に渡すのが守備的MFとしての自分の仕事」と語っている。

## 代表歴

### 出場大会
- オランダ代表
  - 2022 FIFAワールドカップ

### 試合数
- 国際Aマッチ 41試合 1得点（2016年-）[11]

| オランダ代表 | 国際Aマッチ | 国際Aマッチ |
| 年           | 出場        | 得点        |
| ------------ | ----------- | ----------- |
| 2016         | 1           | 0           |
| 2017         | 1           | 0           |
| 2018         | 6           | 0           |
| 2019         | 8           | 0           |
| 2020         | 4           | 0           |
| 2021         | 8           | 0           |
| 2022         | 7           | 0           |
| 2023         | 6           | 1           |
| 2024         |             |             |
| 通算         | 41          | 1           |